# مردی که گیلاس‌هایش را خورد
فیلم  مردی که گیلاس‌هایش را خورد  به کارگردانی پیمان حقانی، تهیه‌کنندگی امیر سمواتی و نویسندگی پیمان حقانی و حمیدرضا کشانی ساخته سال ۱۳۸۷ است.

## خلاصه فیلم
داستان این فیلم دربارهٔ کارگری به نام رضا است که بچه‌دار نمی‌شود، او به پرداخت مهریه همسرش که تقاضای طلاق کرده محکوم می‌شود. رضا برای فراهم کردن این پول به هر دری می‌زند و به یاد یکی از کارگران می‌افتد که در حین کار چند انگشتش را از دست داده‌است.